# St. Bonifatius (Bielstein)

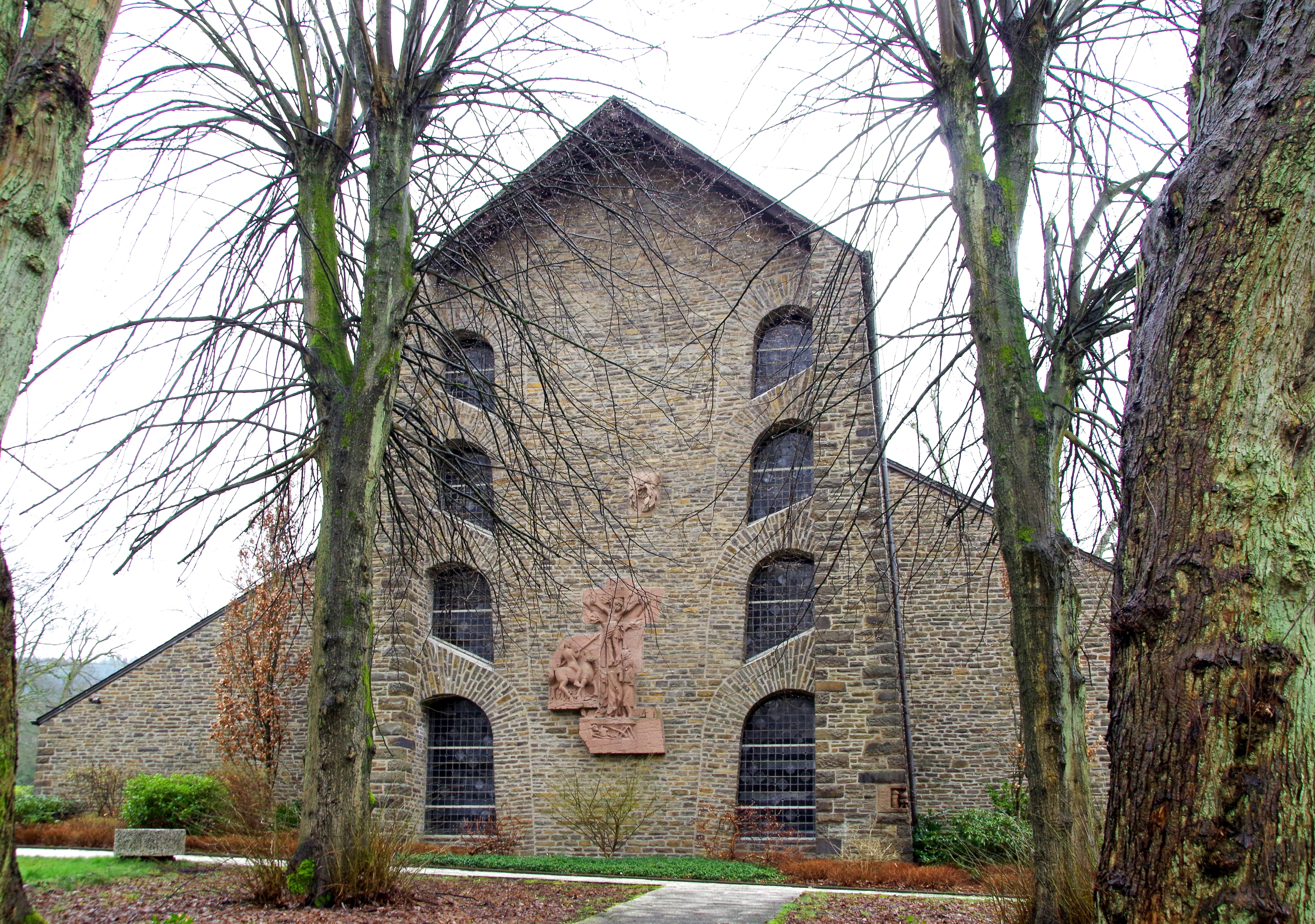
St. Bonifatius (Bielstein), Ostseite

St. Bonifatius ist ein Kirchengebäude in Wiehl-Bielstein, Oberbergischer Kreis, Nordrhein-Westfalen.
Die erste Bielsteiner Kirche wurde am 7. Oktober 1906 eingeweiht. Zuvor wurde am 21. Mai 1905 von Pfarrer Effmann ein Bonifatius-Bauverein gegründet, der die Finanzierung des Projektes sicherstellte. Es gelang, 7.000 Reichsmark zu sammeln, um so ein Grundstück an der Florastraße zu kaufen, auf dem schließlich der Bau errichtet wurde. Im April 1945 erlitt diese Kirche Schäden durch Artilleriebeschuss.

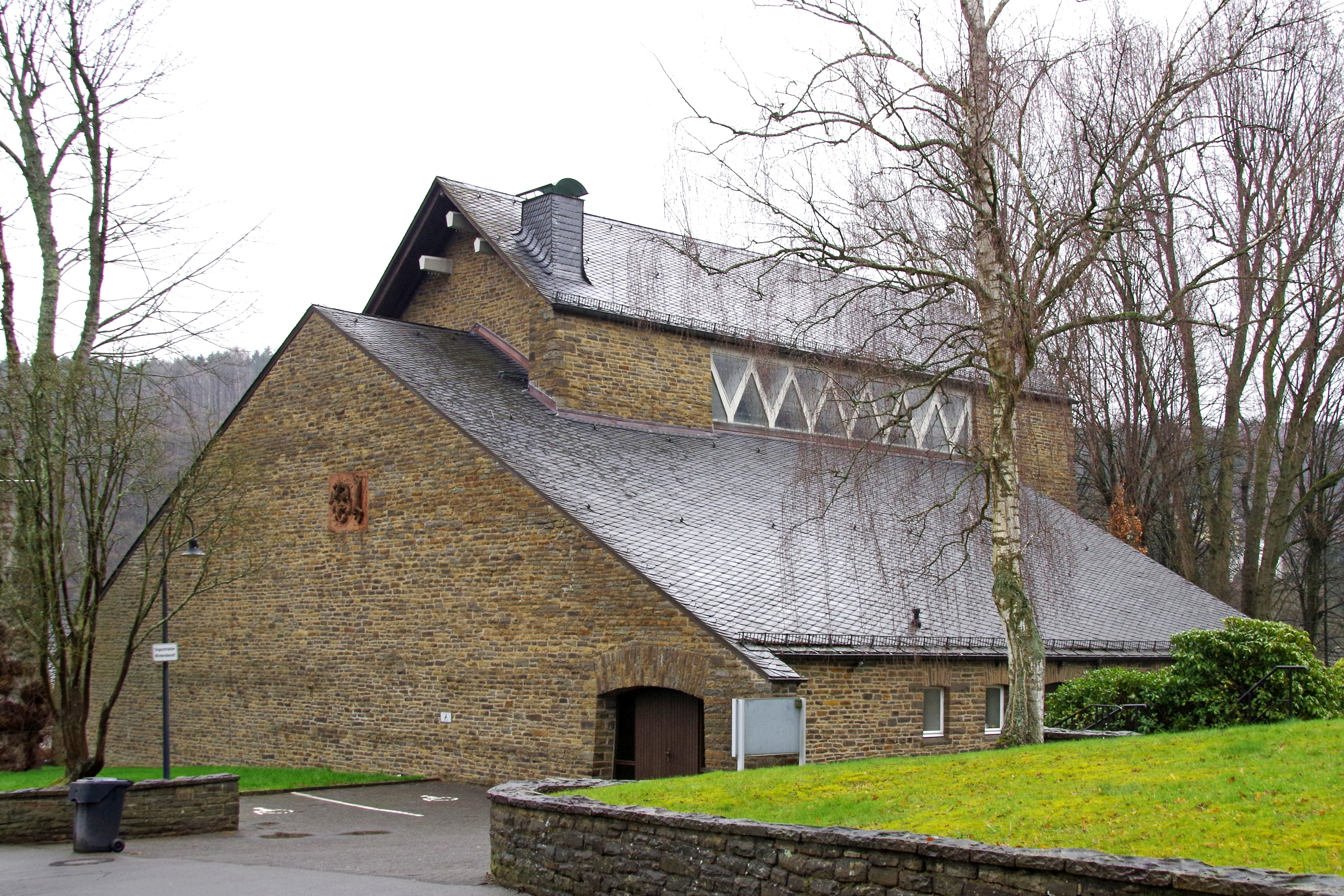
St. Bonifatius (Bielstein), Südwestansicht

Die heutige Kirche wurde 1959–60 vom Kölner Architekten Heinz Lindener entworfen, die Prinzipalien schuf Paul Nagel, die Heiligenfiguren am hohen Bruchsteinpfeiler neben der Empore sind ein Gemeinschaftswerk der Künstler Paul Nagel, Klaus Balke, Georg Schöler, Theo Heiermann und dessen Sohn Matthias Heiermann. 

## Seelsorgebereich
St. Bonifatius gehört zu dem Seelsorgebereich „An Bröl und Wiehl“. Dazu gehören die Pfarreien St. Michael (Waldbröl), St. Mariä Himmelfahrt Wiehl und St. Antonius Denklingen.

## Literatur

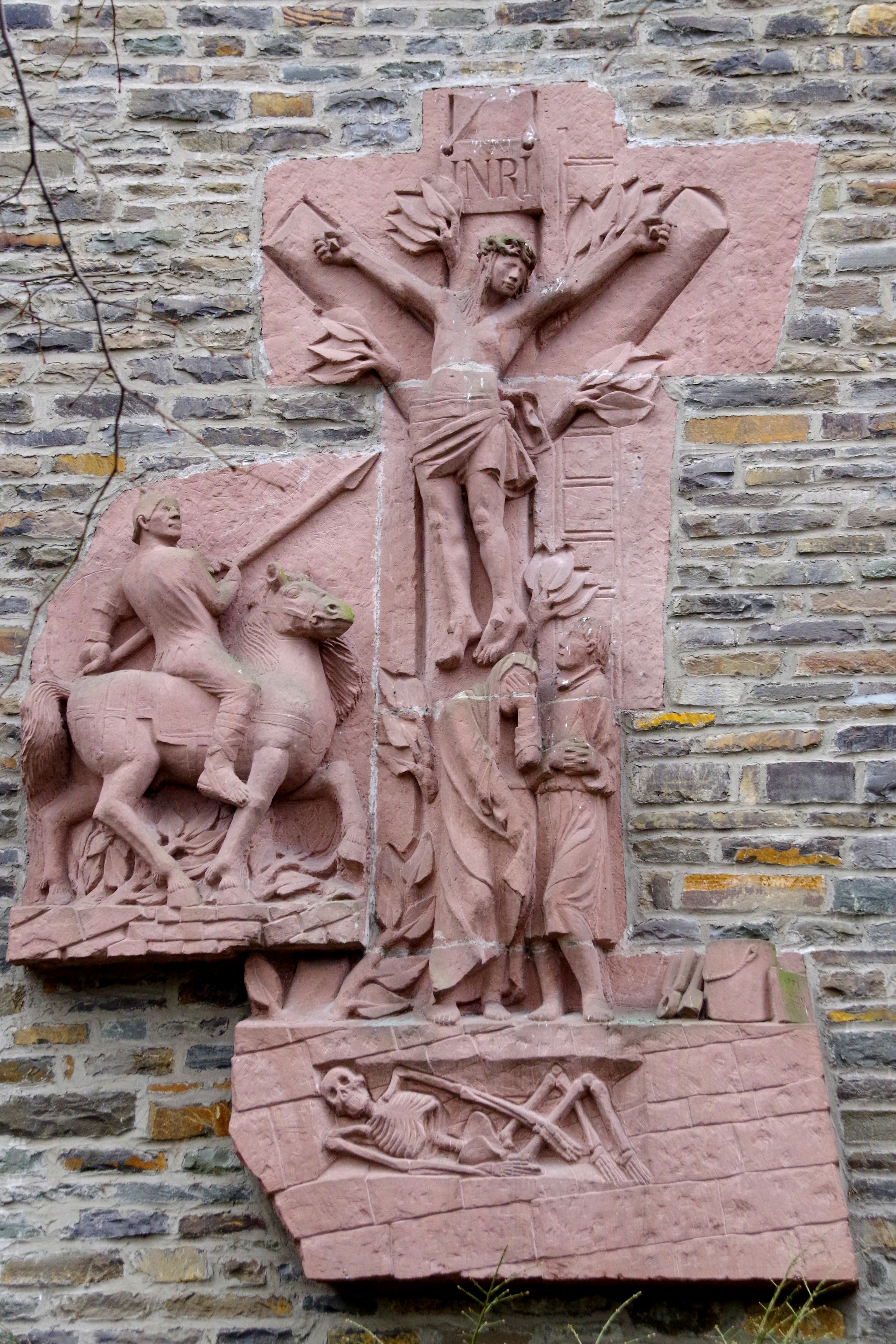
Fassadenrelief Kreuzigung und Tod Jesu
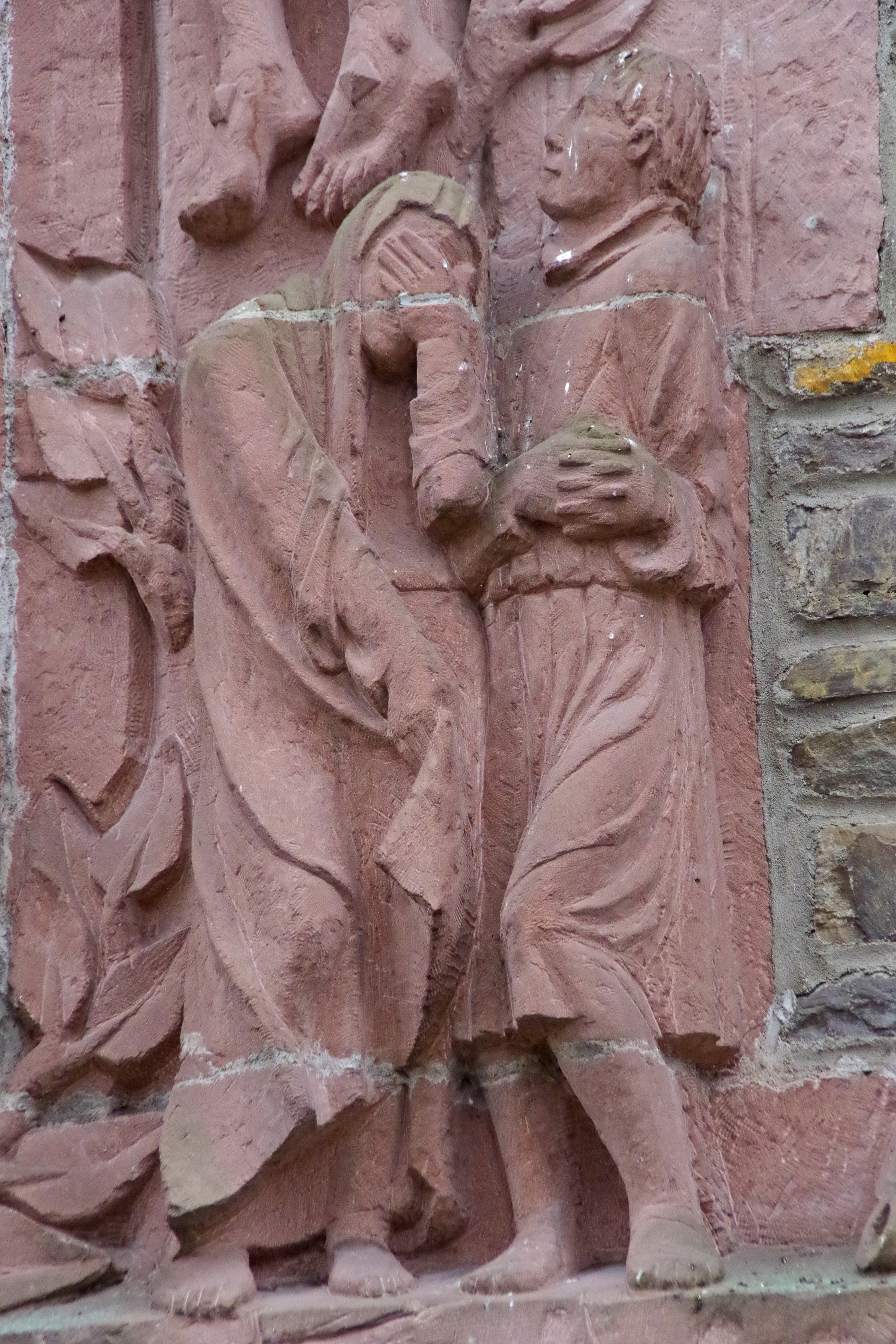
Trauer unterm Kreuz
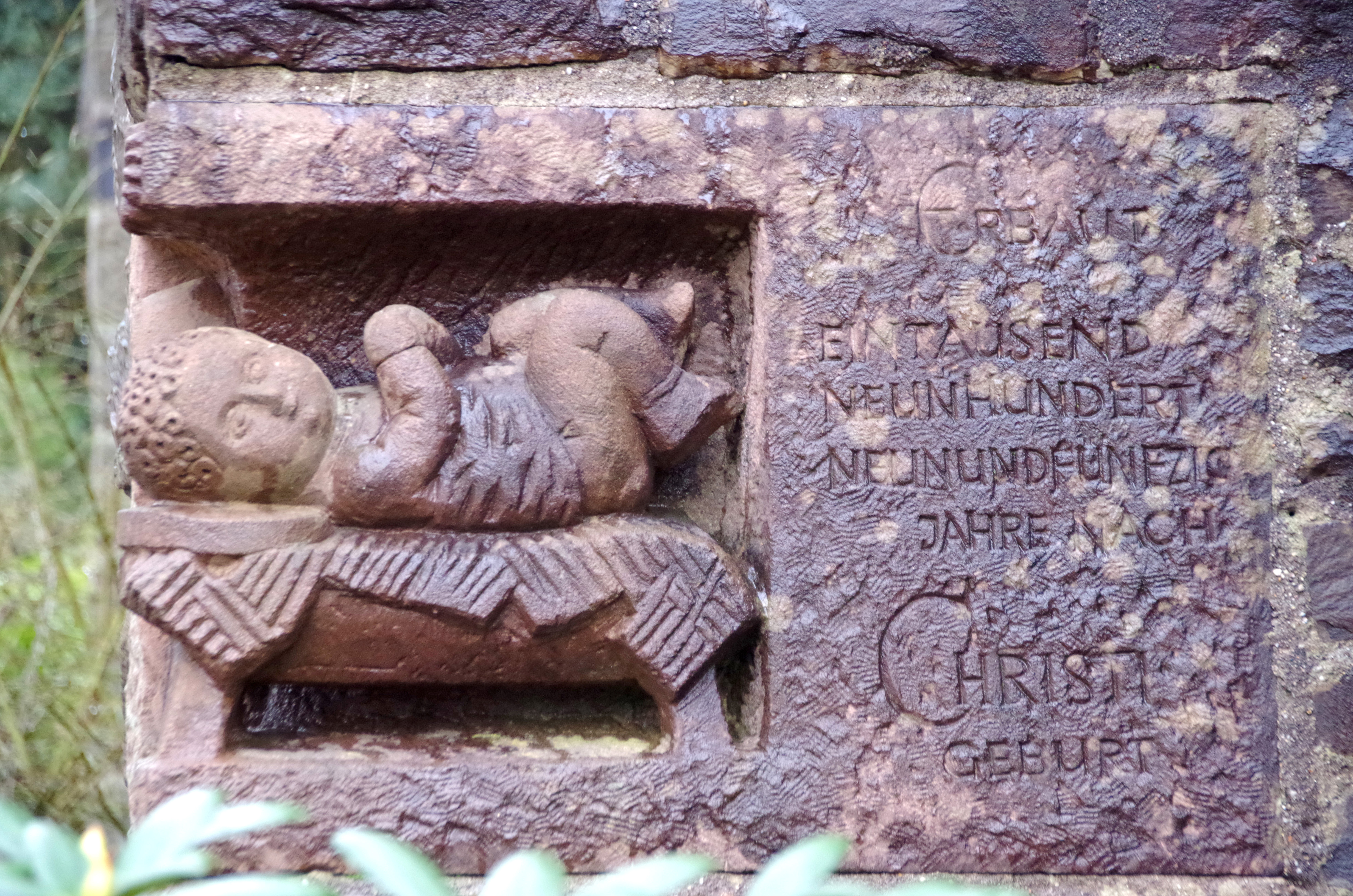
Eck-Grundstein 1959
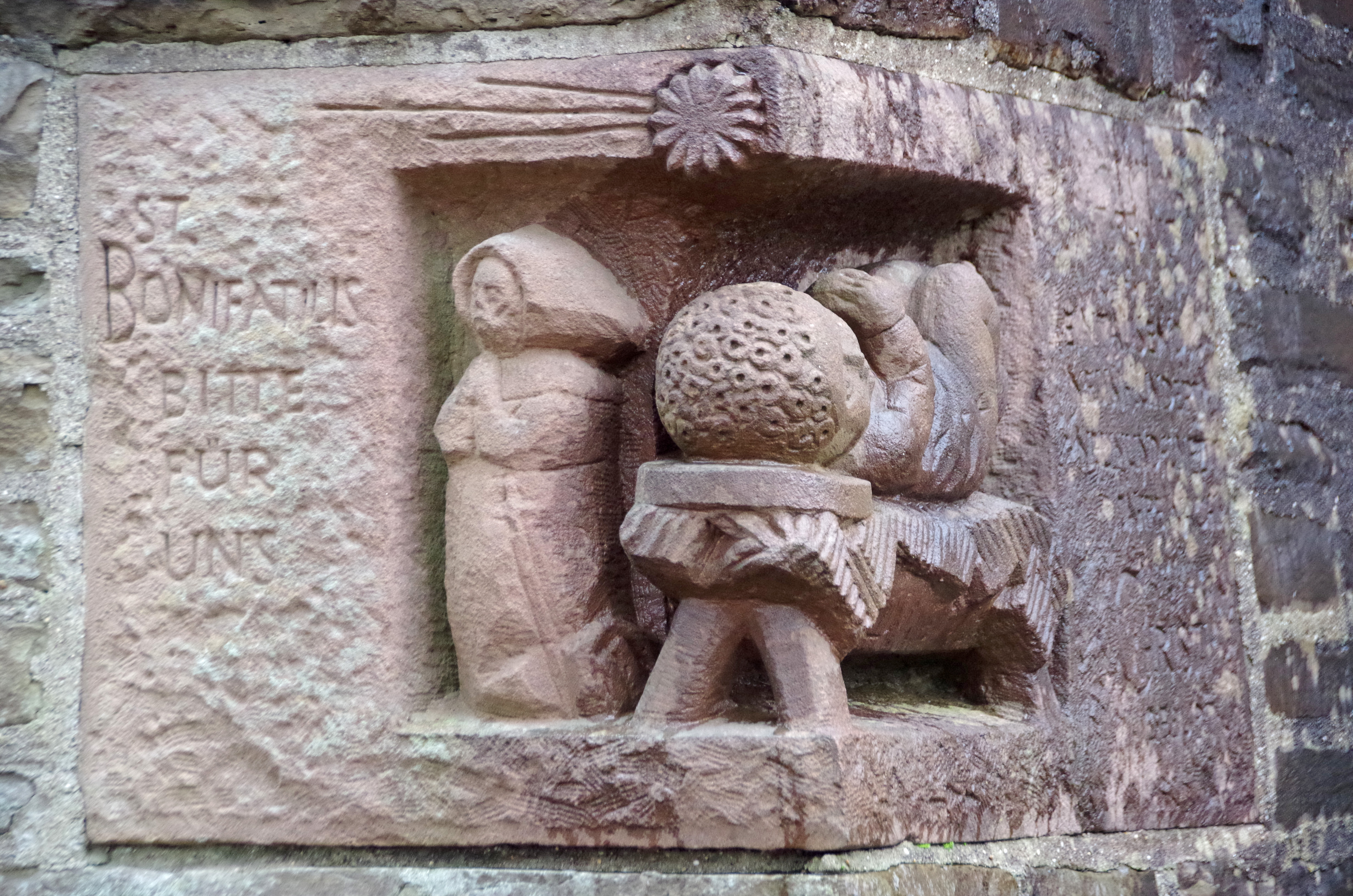
Bonifatius
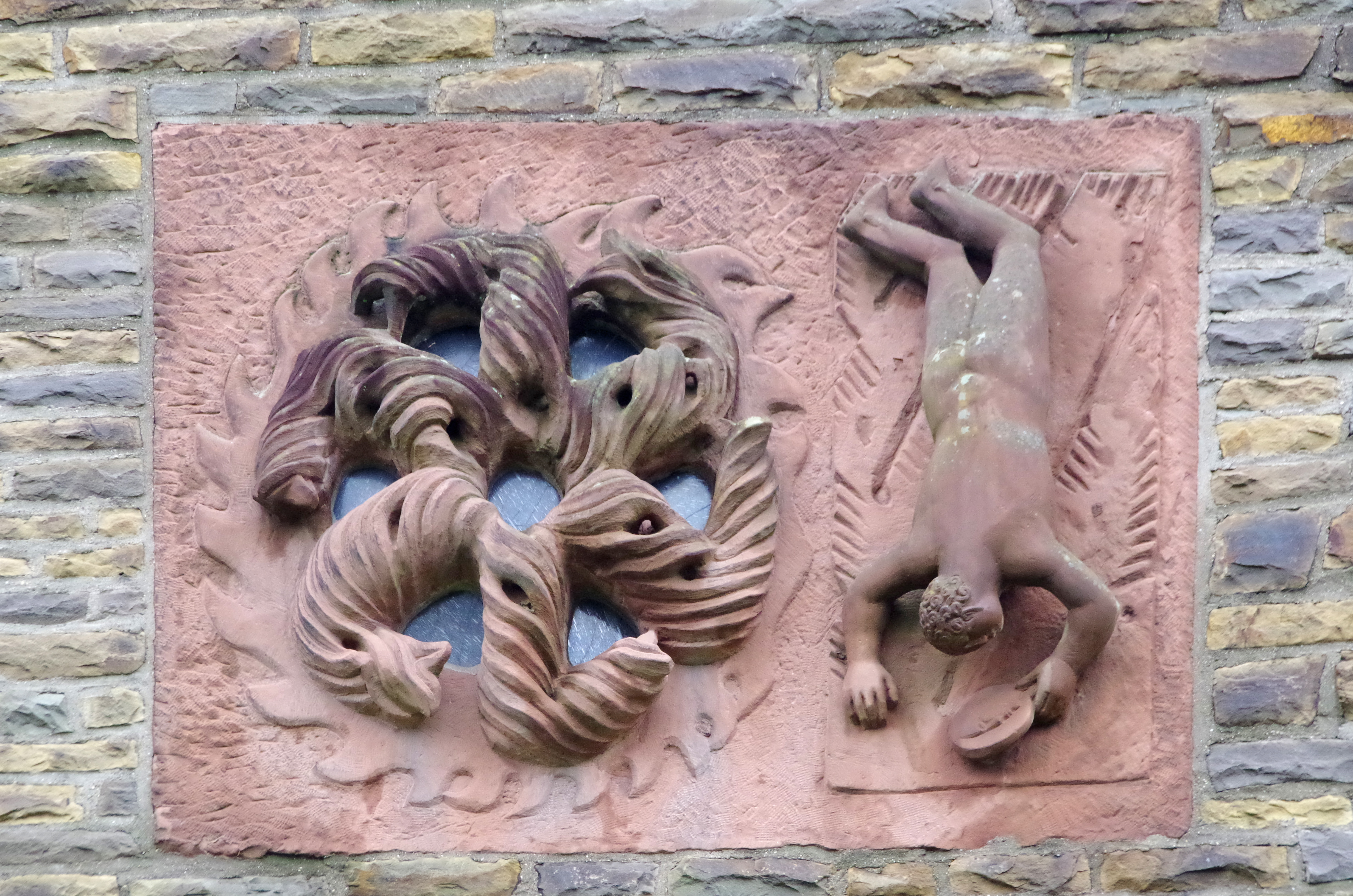
westl. Fensterrelief